# Biblioteca comunale di Sarnano
La Biblioteca comunale di Sarnano è una biblioteca pubblica di base, le cui origini risalgono al XIII secolo con la Biblioteca del Convento di San Francesco di Roccabruna. La Biblioteca comunale conserva anche l'archivio storico comunale.

## Storia

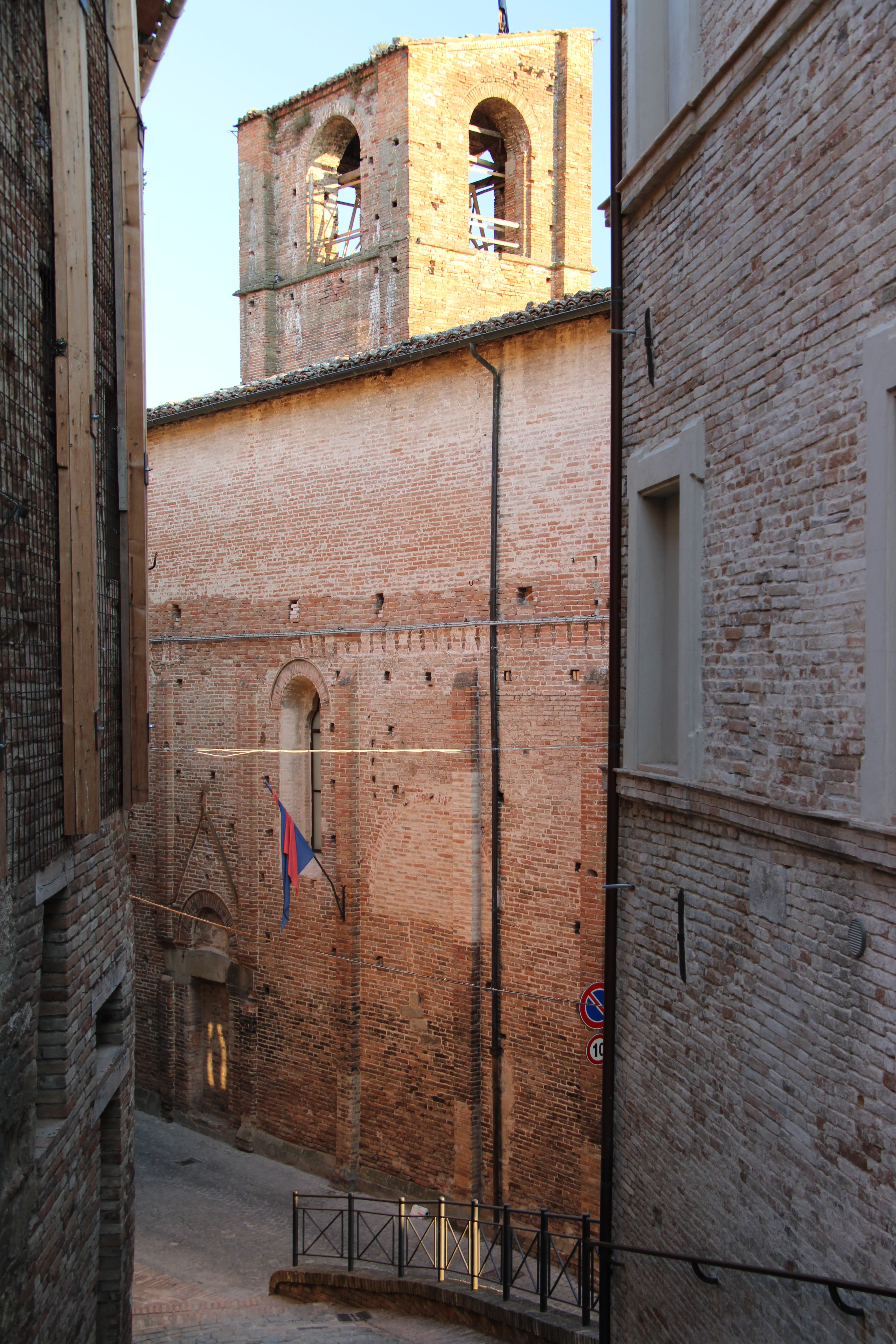
Veduta laterale della Chiesa di S. Francesco

La biblioteca comunale di Sarnano, istituita nel 1868 come biblioteca pubblica, ha ereditato dal passato il notevole patrimonio bibliografico della biblioteca francescana (risalente al XIII secolo) e quello proveniente dalle librerie degli altri ordini religiosi presenti a Sarnano (Filippini, Agostiniani e Cappuccini).
Per risalire alle origini della biblioteca francescana e trovare una testimonianza della sua esistenza, si fa riferimento a due documenti fondamentali:
- il testamento di Rinaldo di Brunforte scritto nel 1281 "presso il convento dei Frati Monori di Roccabruna", nel quale il Brunforte lascia dei soldi al figlio, frate Ugolino, per “l’acquisto di libri per sé e per i confratelli”;
- il documento del 1304 che testimonia l’aggressione al convento da parte di malviventi, con furto e saccheggio di libri e oggetti vari ed incendio della chiesa ed edifici annessi.

Sin dagli inizi del XIV secolo nel convento di Roccabruna è documentata la presenza di amanuensi, tra i quali frate Tomassino da S. Elpidio la cui attività contribuì ad incrementare la biblioteca, fornendo anche preziose testimonianze sulla produzione e circolazione di libri all'interno della comunità religiosa.
In seguito al saccheggio del loro convento di campagna, nel 1327 i Francescani del convento di Roccabruna si trasferirono entro le mura della comunità di Sarnano dove costruirono una nuova chiesa dedicata a San Francesco ed un convento, portando con sé quanto erano riusciti a mettere in salvo della loro biblioteca.Ci sono notizie di lasciti al convento, sia per la sua edificazione che per l'acquisizione di libri; a Sarnano giunsero anche libri provenienti da altre regioni d'Italia attraverso i frati minori conventuali sarnanesi. Nel secolo XVI il convento venne ampliato grazie al contributo del cardinal Sarnano (Costanzo Torri, 1529-1595) al quale si deve anche l'incremento della biblioteca.
Nel 1810, in esito alle soppressioni napoleoniche, i Francescani dovettero abbandonare il convento e la loro biblioteca; dopo alcuni anni i Padri Filippini si stabilirono nell'ex convento francescano ed ereditarono la biblioteca, contribuendo a custodirla e a incrementarla per tutto il tempo della loro permanenza a Sarnano.
Le nuove soppressioni degli ordini religiosi decretate nel 1866 posero fine alla permanenza dei padri Filippini nel convento di Sarnano.
Nel 1868 il Comune chiese ed ottenne la facoltà di trattenere i libri ponendo le basi per la nascita della Biblioteca comunale di Sarnano, salvando il patrimonio librario dalla dispersione; in questa circostanza il Comune acquisì anche le biblioteche dei Cappuccini e degli Agostiniani, inoltre, stabilì di provvedere alla Biblioteca e al suo incremento, con lo stanziamento annuo di 200 lire. Suggestiva testimonianza dell'inizio della biblioteca pubblica è la libreria lignea ottocentesca, al centro della quale la raffigurazione di un Serafino unisce in sé il ricordo delle origini francescane e lo stemma del Comune di Sarnano, mentre l'iscrizione "Pro bono publico" ben evidenzia la nuova finalità dell'istituzione. 

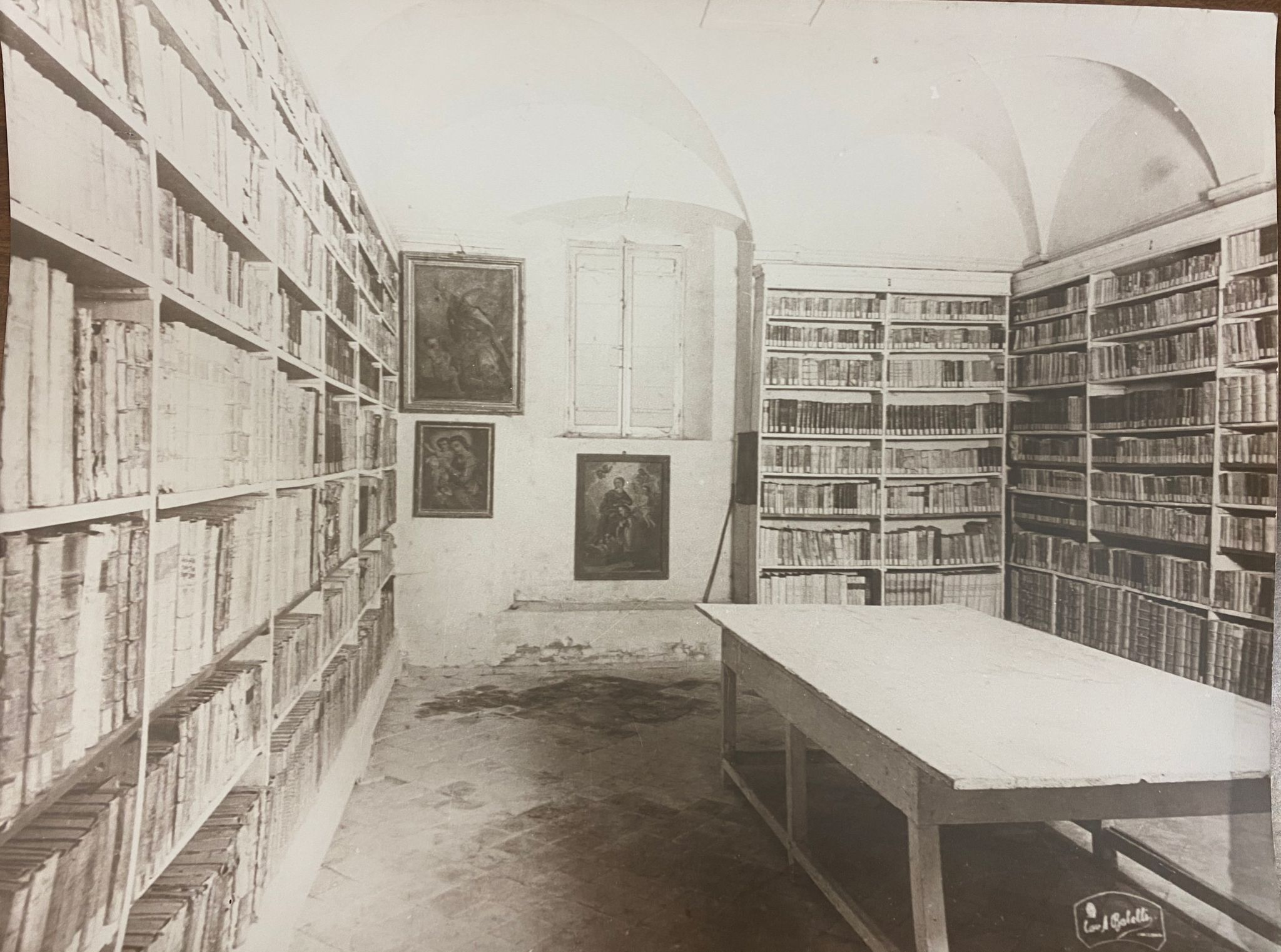
Prima sede della biblioteca comunale di Sarnano, presso il Palazzo del Popolo

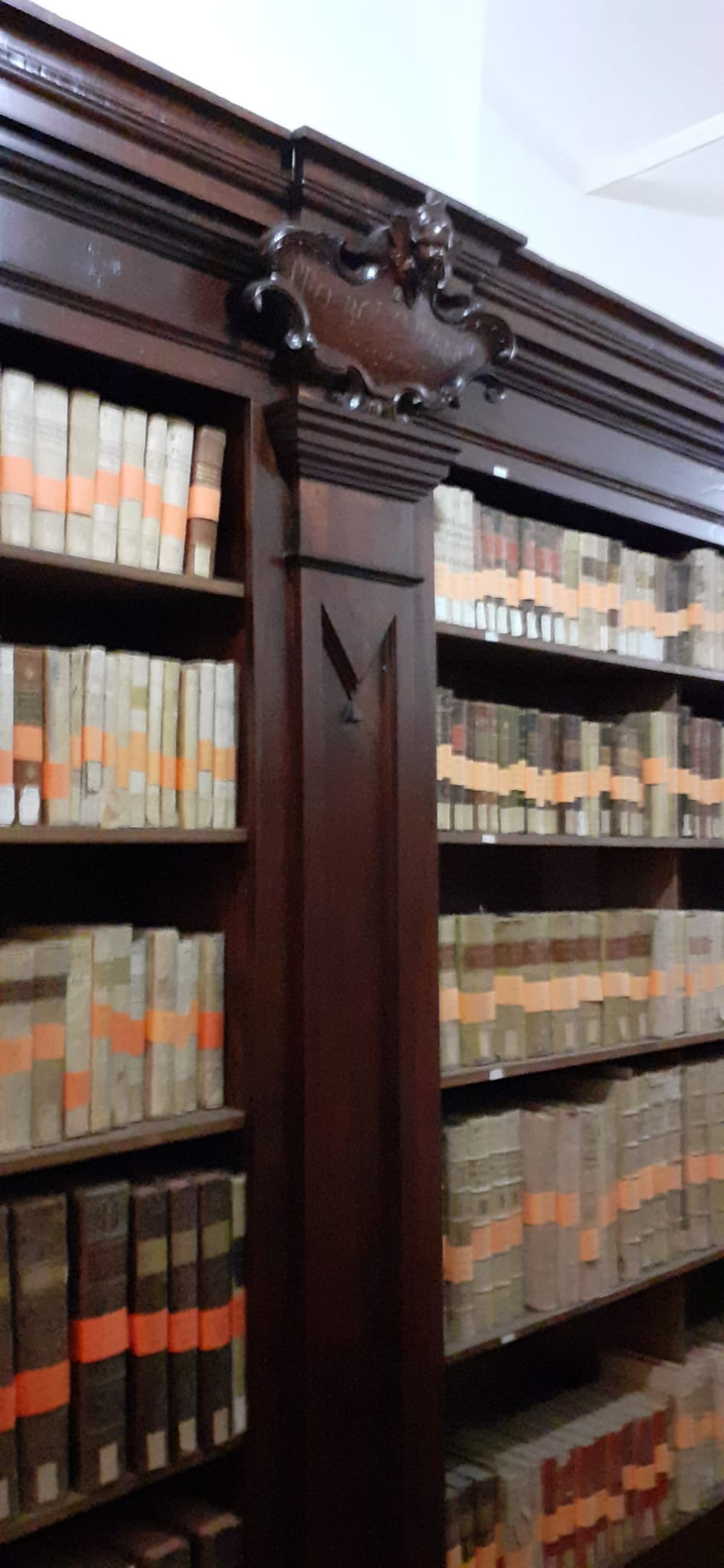
Antica libreria della Biblioteca comunale.

La prima sede della Biblioteca pubblica fu a Piazza Alta all'interno del Palazzo del Popolo, tuttavia la difficoltà di trasformare la biblioteca in un istituto utile alla collettività e "alle esigenze dei nuovi lettori, laici e borghesi, attratti soprattutto da letture di intrattenimento e di informazione" ne determinò l'abbandono a se stessa. Il 1937 fu l'anno della rinascita della biblioteca: dopo il suo trasferimento presso l'odierno Palazzo comunale (l'ex convento di S. Francesco che era stato la sua prima sede), furono intraprese azioni di valorizzazione del patrimonio bibliografico come il riordinamento dei volumi e il restauro dei manoscritti più antichi. Successivamente la biblioteca ha progressivamente sviluppato le caratteristiche basilari del servizio pubblico.

## Patrimonio

### Fondo antico
Il nucleo originario e più importante della Biblioteca di Sarnano è rappresentato dai manoscritti raccolti dai frati francescani nel loro primo convento di Roccabruna, dove visse fra' Ugolino da Montegiorgio (c. 1250-1345), autore degli Actus beati Francisci et sociorum eius, il testo latino da cui è derivata l’opera in volgare nota come I Fioretti di san Francesco.
Il patrimonio bibliografico antico è caratterizzato dalla presenza di testi di carattere teologico-filosofico, necessari alla formazione culturale e religiosa dei francescani che abitavano nel convento; tale patrimonio nel tempo si è arricchito anche per effetto di donazioni da parte di sarnenesi illustri, tra i quali spicca il Cardinal Costanzo Torri (1529-1595) nativo di Sarnano e minorita conventuale, professore di metafisica e teologia nelle università di Perugia, Padova e Roma; successivamente, seguendo l'esempio del cardinale, numerosi religiosi e laici hanno arricchito la biblioteca con donazioni di libri.

#### Fondo manoscritti
Sono presenti 83 codici manoscritti della 2. metà del XIII secolo e del XIV, alcuni dei quali miniati e altri pregevoli per la loro rarità, contenenti testi di argomento teologico, filosofico, opere ascetico-morali, commenti al Vecchio e al Nuovo testamento, sermoni sui Vangeli, sulle lettere apostoliche e sui santi. Di grande importanza, nell'ambito delle fonti francescane, è il codice E 60 che contiene un nucleo antichissimo di episodi relativi alla vita di San Francesco d'Assisi, che successivamente confluiranno nell'opera I Fioretti di San Francesco. Ci sono, inoltre, 160 manoscritti di epoca posteriore di carattere dottrinario, per lo più di frati sarnanesi.

#### Fondo a stampa
Gli incunaboli finora individuati e censiti sono 60, 787 le cinquecentine, le quali sono state catalogate e inserite nel catalogo online BiblioMarcheSud, circa 879 edizioni del XVII e circa 1900 edizioni del XVIII secolo. Di rilevante interesse un nucleo di testi medico-scientifici di grande pregio, come l'Articella stampata a Venezia nel 1491 e un gruppo di edizioni Giuntine di Galeno, probabilmente appartenenti a un unico possessore. Inoltre ci sono numerose opere di Aristotele e di autori classici latini.
È presente un Fondo musicale di modesta entità, ma molto interessante.

### Fondo moderno
Il patrimonio bibliografico moderno costantemente aggiornato e periodicamente sottoposto ad operazioni di revisione e scarto, consiste di circa 15.000 volumi disposti a scaffale aperto e classificati secondo i criteri della classificazione decimale Dewey. Obiettivo primario della Biblioteca è offrire ai suoi utenti gli strumenti indispensabili per l'orientamento e approfondimento di base in tutti i campi del sapere, tuttavia alcune sezioni si contraddistinguono rispetto ad altre per la loro consistenza libraria. La biblioteca possiede ampie collezioni di narrativa (romanzi e racconti di tutti i generi) e saggistica (suddivisa tra saggistica adulti, ragazzi), oltre 3.400 volumi di storia locale (Marche), una ricca collezione di libri d'arte e una sezione dedicata alla storia delle armi. Di recente costituzione una sezione di materiale video che fornisce una panoramica del cinema classico e più premiato, costituita da quasi 300 film che spaziano dai classici per ragazzi e per adulti ai film d’animazione.
La Biblioteca comunale di Sarnano attraverso il Sistema Bibliotecario delle Marche, aderisce a MLOL (Media Library On Line), il portale che permette il prestito gratuito, da qualsiasi dispositivo, di e-book, giornali, corsi di formazione, banche dati e altro.

## Progetti e catalogo
Dal 2004 la Biblioteca Comunale di Sarnano è collegata al Servizio Bibliotecario Nazionale, tramite il Polo Bibliotecario SBN della Provincia di Macerata; in seguito alla riorganizzazione complessiva del sistema bibliotecario regionale, nel 2018 ha aderito al Sistema Bibliotecario delle Marche e fa parte del polo territoriale BibliomarcheSud.
Dal 2017 aderisce al programma Nati per leggere.

## Archivio storico comunale

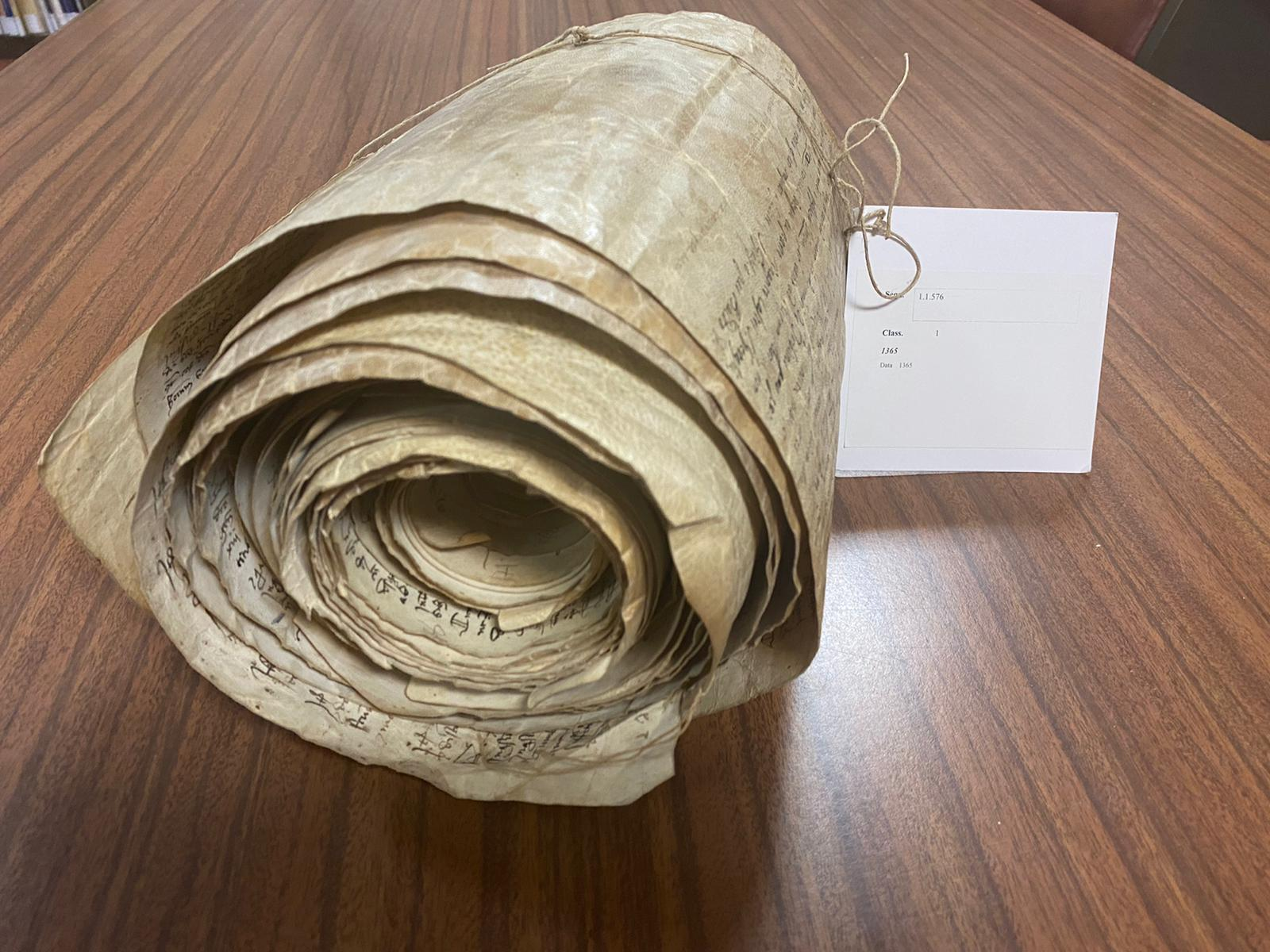
Atti di una lite tra il Comune di Sarnano e il Comune di S.Ginesio riguardante i confini nei pressi del fiume Salino, 1365.

La Biblioteca conserva la parte più antica dell’archivio storico comunale di Sarnano e quanto rimane di quelli dell’Abbazia di Piobbico e di alcune chiese di Sarnano. Sono presenti gli atti amministrativi del Comune dalle origini fino al 1954. Il fondo pergamenaceo è molto consistente (circa 900 unità) con documenti risalenti al secolo XII. Attraverso vari progetti di intervento e con il sostegno di finanziamenti regionali e di istituzioni private è stato realizzato il riordino dell'archivio storico; le fasi di intervento riguardanti i documenti più recenti (dal 1955 al 1979) sono in corso di attuazione.

### Fondo Giacinto Pagnani

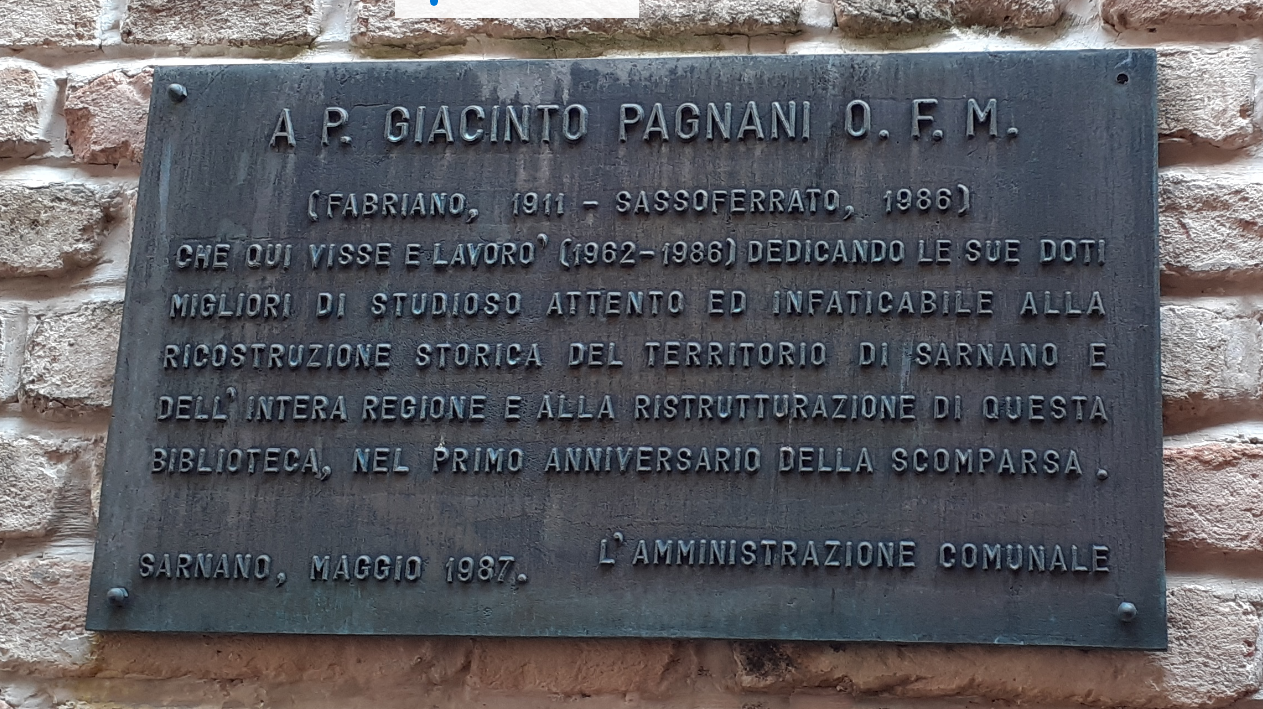
In memoria di G. Pagnani

Giacinto Pagnani è stato uno storico che ha dedicato gran parte dei suoi studi (1962-1986) alla storia di Sarnano. Testimone di tanto impegno e della stima dell'Amministrazione comunale un'epigrafe posta all'ingresso della biblioteca comunale, dove si conserva il suo archivio cartaceo, composto da tutto il materiale di studio raccolto in oltre vent'anni di attività; inoltre, riproduzioni e trascrizioni di documenti archivistici accanto a materiali bibliografici di difficile reperimento. Completano tale importante archivio, oltre duemila schede cartacee redatte dallo studioso e da lui ordinate per argomento, con puntuali riferimenti alle fonti archivistiche e bibliografiche

## Galleria d'immagini

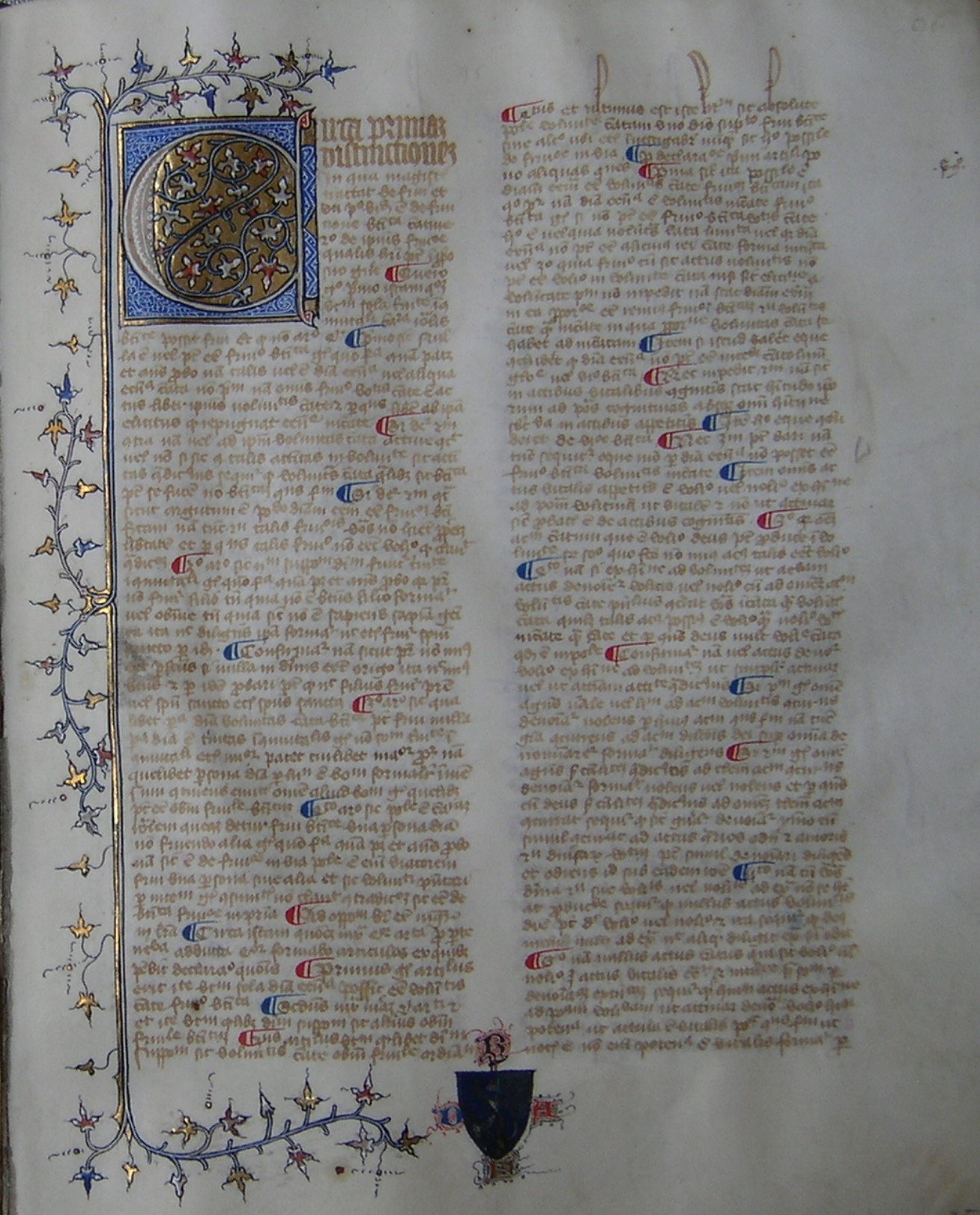
Ioannes de Ripa, ofm, Commentarium in Primum Sententiarum, sec. XIV
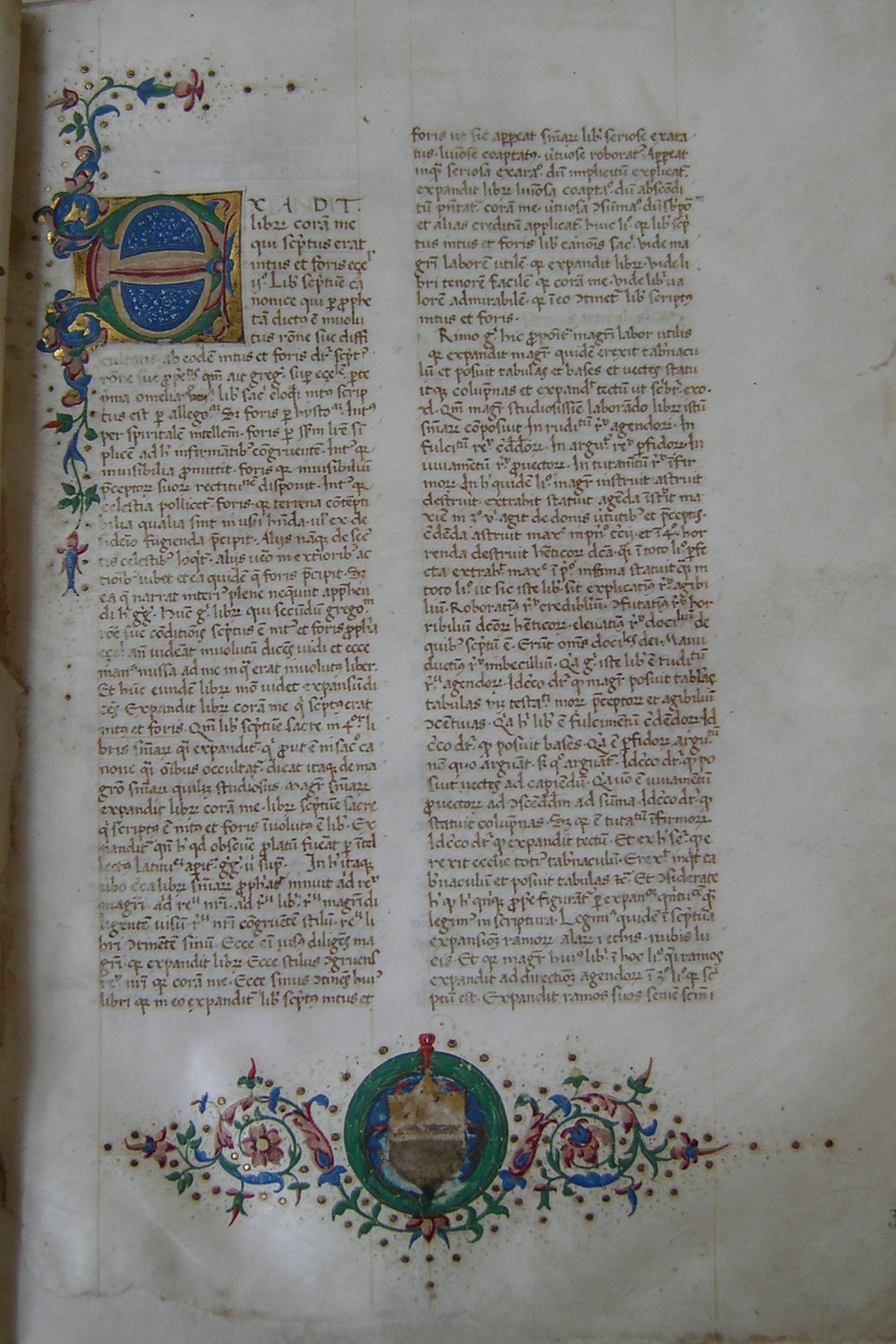
P. Aureolo, Commentario al I libro delle Sentenze. Codice membranaceo del sec. XIV-XV
Miscellanea francescana, codice membranaceo di fine sec. XIV contenente episodi degli Actus beati Francisci
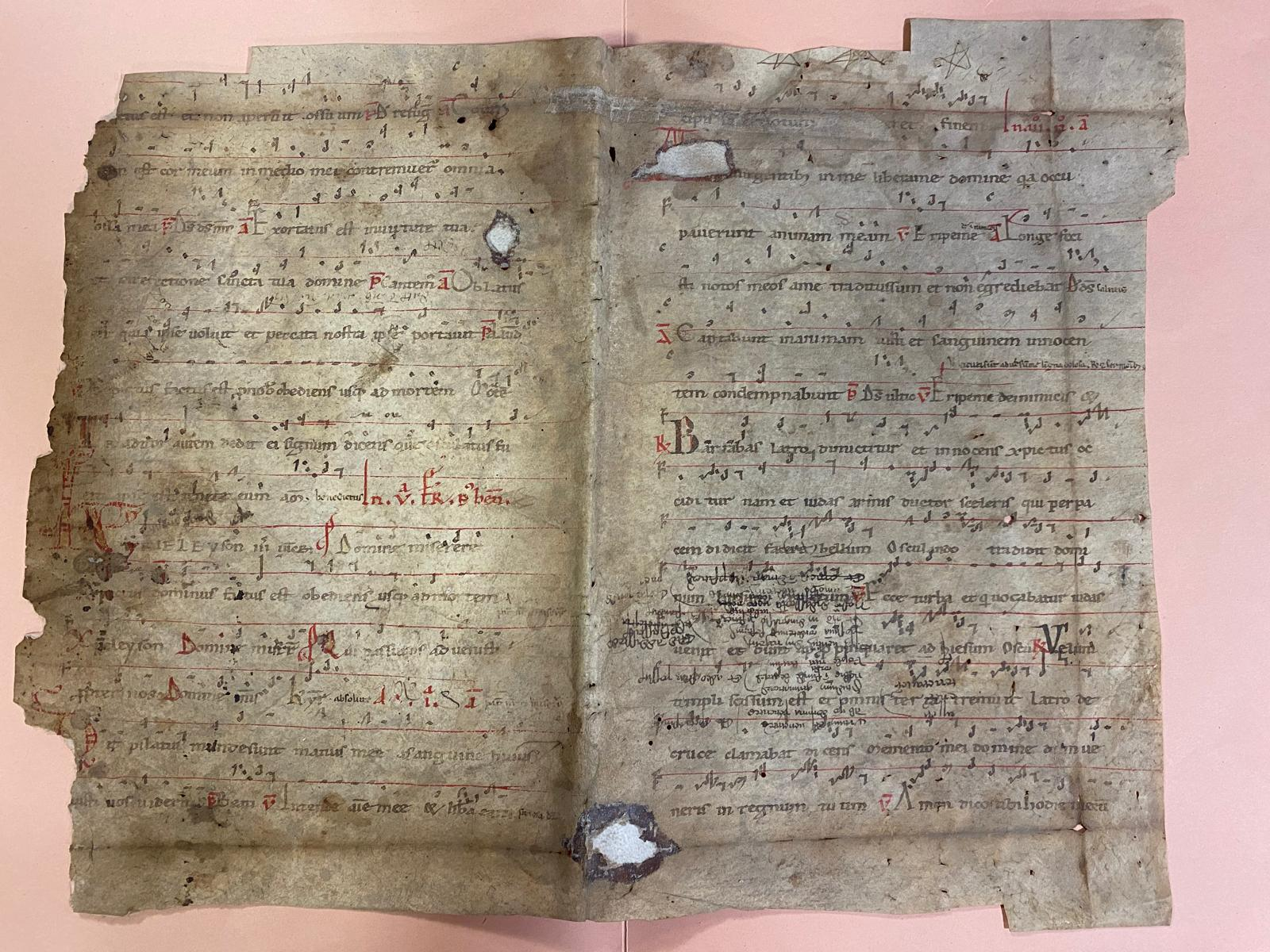
Frammento di codice musicale, sec. XII
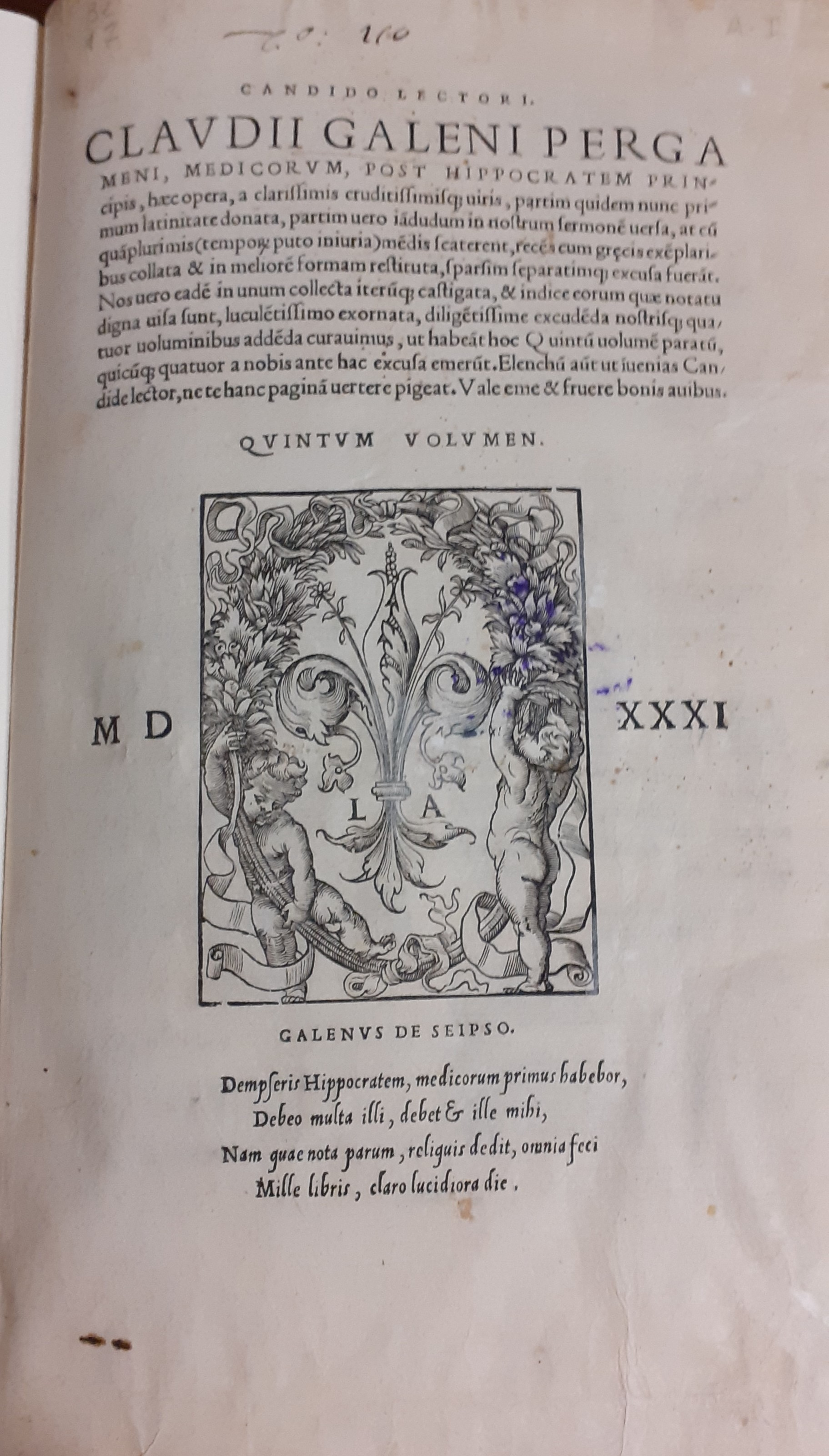
Testo medico, edizione giuntina 1531